# Joseph Cao

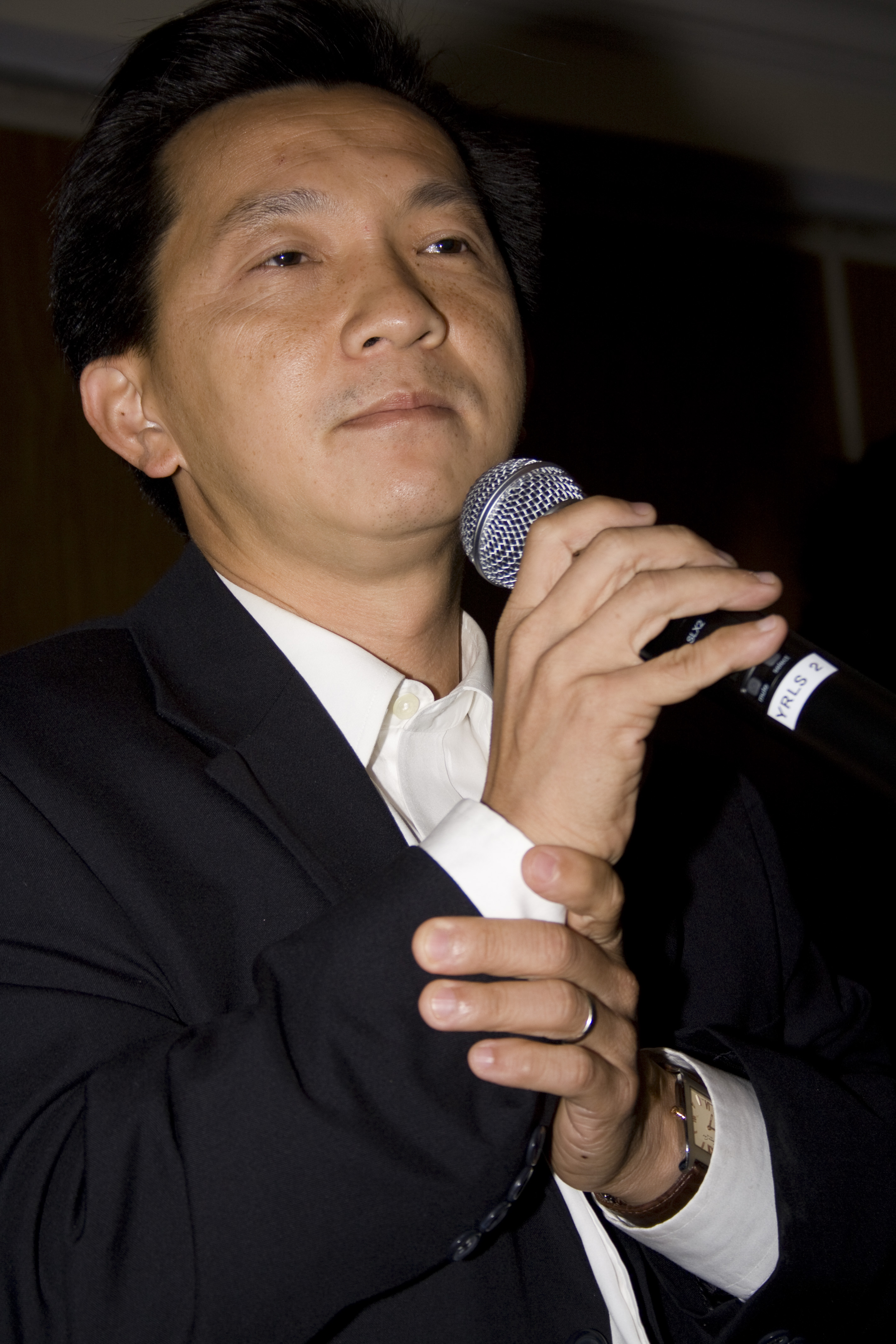
Joseph Cao (2009)

Joseph Cao (* 13. März 1967 in Saigon, Südvietnam als Cao Quang Ánh) ist ein US-amerikanischer Politiker (Republikanische Partei) und Jurist. Im Dezember 2008 wurde er als erste Person vietnamesischer Herkunft in das Repräsentantenhaus der Vereinigten Staaten gewählt, wo er den 2. Kongresswahlbezirk von Louisiana bis 2011 vertrat.

## Leben
Joseph Cao verließ Südvietnam 1976 und zog mit Mutter und Schwestern in die Vereinigten Staaten, wo sich die Familie in Houston niederließ. Er schloss sein Physik-Studium an der Baylor University als Bachelor ab und erwarb den Master der Philosophie von der Fordham University. Schließlich erwarb er im Jahr 2000 den Juris Doctor von der Loyola University.
Cao arbeitete in der Folge als Anwalt und begann sich später auch politisch zu engagieren. 2007 bewarb er sich noch vergeblich um einen Sitz im Repräsentantenhaus von Louisiana; im folgenden Jahr trat er dann bei der Wahl zum Repräsentantenhaus gegen den demokratischen Amtsinhaber William J. Jefferson an. Dieser kam, nachdem er zuvor bereits aufgrund von Korruptionsermittlungen in der eigenen Partei in Frage gestellt worden war, lediglich auf 46,8 % der Stimmen und musste nach 18 Jahren seinen Sitz an Cao abtreten, der einen Anteil von 49,5 % erreichte. Bei den Wahlen des Jahres 2010 unterlag Joseph Cao mit nur 33 % der Wählerstimmen gegen den Demokraten Cedric Richmond, der auf 65 % der Stimmen kam.